# Doghouse
Doghouse ist eine britische Zombie-Komödie von Jake West aus dem Jahr 2009.

## Handlung
Um ihren alten Freund Vince von seiner Scheidung abzulenken, beschließen seine Freunde Neil, Patrick, Mikey, Matt, Graham und Banksy, mit ihm zusammen nach Moodley zu fahren, das inmitten eines ausgedehnten Waldgebietes liegt. Dort wollen sie in einem Haus übernachten, das Mikeys Großeltern gehört. Sie mieten einen Kleinbus samt Fahrerin, der sie den Spitznamen „Candy“ geben. 
Banksy verpasst die gemeinsame Abfahrt und als er den anderen mit dem eigenen Wagen folgen will, hat er eine Panne. Die anderen Männer sammeln, bevor sie in Moodley ankommen, ihre Handys in einer Tasche ein, die im Bus verbleibt. Als sie ihr Ziel erreichen, stellen sie fest, dass der Ort trostlos und verlassen wirkt. Die Gruppe will sich im Pub betrinken, doch sie trifft dort weder andere Gäste noch einen Wirt an. Lediglich auf der Toilette befindet sich eine Frau, die sich gerade erbricht – es scheint sich um Blut zu handeln.
Mikey geht allein zum Grundstück seiner Großeltern, wo er Leichenteile entdeckt, die gerade von einer Frau im Brautkleid verspeist werden. Die Frau bemerkt Mikey und verfolgt ihn mit einer Axt.
Die anderen haben inzwischen den Pub verlassen und sehen einen Soldaten, der eine anscheinend wehrlose Frau angreift. Die Freunde schlagen den Soldaten bewusstlos, werden aber gleichzeitig von der Frau, die jetzt ein Messer in den Händen hält, attackiert. Mikey kommt herbei und schlägt die Angreiferin mit einem Gartenzwerg nieder. Nun erscheinen von überall her monströs wirkende, blutverschmierte Frauen. Die Männer flüchten zum Bus, den Soldaten nehmen sie mit. Candy sitzt hinterm Lenkrad, übergibt sich gerade und faucht die Männer mit blutverschmiertem Mund an.
Die Gruppe verbarrikadiert sich daraufhin in dem Haus, das Mikeys Großeltern gehört. Der Soldat hat sich inzwischen erholt und erzählt, dass sämtliche Frauen im Dorf von einem Virus befallen sind, das sie zu männermordenden Kannibalinnen macht. Eine Flucht zu Fuß sei sinnlos. Man versucht erneut, zum Bus zu gelangen, doch in dem Fahrzeug befinden sich inzwischen mehrere grauenhaft mutierte Frauen. Die Männer werden zunächst getrennt, aber letztlich schlagen sie sich zur Dorfkirche durch, wo eine Art Computerzentrale eingerichtet ist. Hier erfahren sie die ganze Wahrheit: In Moodley wurde ein Experiment durchgeführt, das Militär hat das Virus für einen möglichen Kriegseinsatz getestet. Es beginnt nun die „Phase 2“, bei der die befallenen Frauen schneller und intelligenter agieren.
Mikeys Großmutter taucht in der Kirche auf, auch sie hat sich erschreckend verändert. Sie wird von Matt überwältigt und getötet. Kurz darauf wird Matt selbst das Opfer einer völlig entstellten Frau. Die anderen Männer müssen aus der Kirche flüchten, wobei sie Graham aus den Augen verlieren.
Im Freien treffen sie Banksy, der sich einen Leihwagen genommen hat und nun auch in Moodley eingetroffen ist. Doch sie sind nicht gerettet, denn bei dem Fahrzeug handelt es sich um einen smart. Nach einem weiteren Angriff der Frauen bleiben nur noch Vince, Mikey und Neil übrig. Der Bus wird weiterhin von Candy bewacht, die von den dreien überwältigt werden kann. Die Männer verlassen das Dorf mit dem Fahrzeug, hören aber plötzlich Grahams Stimme über ein Walkie-Talkie. Sie kehren zurück und entdecken ihren Freund, der sich selbst befreit hat. 
Graham hat eine Fernbedienung dabei, mit der er die Frauen in Paralyse versetzen kann. Als Vince immer wieder damit herumspielt, geht sie kaputt. Die Frauen kommen bedrohlich näher, doch die vier überlebenden Männer flüchten lachend.

## Hintergrund
Der Comicautor Dan Schaffer schrieb das Drehbuch zu dieser Horrorkomödie vor dem Hintergrund des Geschlechterkampfes. Carnaby International sicherte sich die Rechte am Drehbuch. Jake West, Regisseur der Splatter-Komödie Evil Aliens, übernahm die Regie.

## Kritiken
Die Horrorkomödie ist Teil einer Welle blutiger Horrorkomödien, die seit dem Erfolg von Shaun of the Dead den britischen Filmmarkt verändert haben. Der Film zeigt allerdings auch einen neuen Trend, den Geschlechterkampf ins Splatterkino zu bringen. Ähnlich gelagerte Filme, wie Lesbian Vampire Killers, Zombie Strippers und Strippers vs. Zombies  spielen mit den Geschlechterrollen und werden oft wegen ihres Sexismus angegriffen. Kritisiert wurde der Film vor allem wegen der fehlenden Abwechslung und dem doch stark sexistisch geprägten Humors, gelobt wurde die Leistung der Darsteller, insbesondere die von Danny Dyer und Stephen Graham. 

„Blutrünstige Geschlechterkomödie im Fahrwasser des parodistischen Horrorfilms "Shaun of the Dead".“

Cinema beschrieb den Film knapp mit: „Männertruppe auf Sauftour landet in einem Kaff, dessen weibliche Bewohner sich in männerfressende Zombies verwandeln.“ Herausgekommen sei ein „drastischer Geschlechterkampf.“